# Дома дешевых квартир имени Г. Г. Солодовникова
Дома дешевых квартир имени действительного статского советника Г. Г. Солодовникова — комплекс зданий в Москве на улице Гиляровского (бывшая 2-я Мещанская), состоящий из двух пятиэтажных каменных зданий, в которых находились дома для семейных и одиноких жильцов, построенный в 1909 году по завещанию предпринимателя и благотворителя Гавриила Гаврииловича Солодовникова. Квартиры в домах предполагалось сдавать в аренду бедным одиноким и семейным людям. Дома существенно отличались от прочих городских учреждений того времени как по своему особому назначению, так и по размерам, где численность жильцов достигала 2 000 человек. Аналогов таких домов в Российской империи не имелось.
Дом для семейных построен по проекту под девизом «Красный ромб» архитектора Б. И. Конецкого, дом для одиноких — по проекту под девизом «Свободный гражданин» архитектора М. М. Перетятковича и М. С. Лялевича.  Строителями дома для семейных были назначены архитектор И. И. Рерберг, дома для одиноких – архитектор Т. Я. Бардт. По стилю здания можно отнести к рациональному северному модерну с неоготическими чертами.
До революции 1917 года здания использовались в качестве домов дешевых квартир. После революции до 1960-х годов в зданиях располагались коммунальные квартиры. С 1965 года в здании дома для одиноких располагается Научно-исследовательский институт природных, синтетических алмазов и инструмента (ВНИИАЛМАЗ), а в доме для семейных с 1963 года — Центрсоюз (ныне Центральный союз потребительских обществ Российской Федерации).
Здания включены в единый государственный реестр объектов культурного наследия (памятников истории и культуры) народов Российской Федерации как объект культурного наследия регионального значения (ансамбль) «Дома дешевых квартир им. Г. Г. Солодовникова, 1907—1908 гг., арх. И. И. Рерберг, М. М. Перетяткович, инж. Т. Я. Бардт: — Дом дешевых квартир для семейных, 1907 г., арх. И. И. Рерберг; — Дом дешевых квартир для одиноких, 1908 г., арх. М. М. Перетяткович, инж. Т. Я. Бардт». В приказе Департамента культурного наследия города Москвы архитекторы здания указаны с ошибкой.

## История
15 мая (22 мая по новому стилю) 1901 году Гавриил Гавриилович Солодовников, крупный меценат и купец, умер. На момент смерти его состояние оценивалось в 20 977 700 рублей.
Согласно завещанию Солодовникова Г. Г. родственникам он завещал 815 тысяч рублей, а оставшиеся 20 162 700 рублей велел разбить на три равные части. Первую часть он велел потратить на «устройство земских женских училищ с платою не свыше пяти рублей в год» в Тверской, Архангельской, Вологодской, Вятской губерниях; вторую часть – «на учреждение в районах земств Тверского, Вологодского, Вятского и Архангельского, а равно и в городе Серпухове мужских и женских профессиональных школ для выучки детей всех сословий, а в городе Серпухове и родильного приюта на пятьдесят человек»; третью часть – «на выстройку домов для дешевых квартир в городе Москве. Квартиры должны быть устроены с тем расчетом, чтобы комната в пять квадратных аршин обходилась не дороже трех рублей наемной платы в месяц». «Все вышеозначенные училища, прогимназии, гимназии, школы профессиональные, а равно дома дешевых квартир и приют должны быть имени Гавриила Гаврииловича Солодовникова». Распоряжения, указанные в завещании, должны быть выполнены в течение 20 лет.
В сентябре 1901 года душеприказчики запросили мнение городских властей о желательной форме осуществления воли жертвователя, после чего Городская Дума передала возбужденный душеприказчиками вопрос на рассмотрение Городской управы и особой комиссии из 5 человек.
Управа и комиссия после изучения вопроса пришли к следующему заключению:
1. Наибольшую жилищную нужду испытывает в Москве население коечно-каморочных квартир, поэтому в первую очередь желательно было бы начать постройку дешевых жилищ для этого именно населения.
2. В каморочных квартирах жильцами являются преимущественно люди семейные, жильцы же коек - одинокие, поэтому при выборе типов домов имени Г. Г. Солодовникова желательно иметь в виду обе категории населения.
3. Желательно, чтобы дома, которые будут в первое время созданы на средства Г. Г. Солодовникова, послужили бы образцом для других таких же домов.
4. Необходимо, чтобы содержание домов было обеспечено либо квартирной платой, или особым капиталом из завещанной суммы и, во всяком случае, не требовало бы доплаты из городских средств.
5. Огромное большинство (четыре пятых) коечно-каморочного населения живет за чертой Садовой улицы. Наибольший процент этого населения проживает в Пресненской и в Мещанской части города. Поэтому, желательно, чтобы в этих частях, особенно в Мещанской, где расположена большая часть железнодорожных вокзалов, построены были первые дома с дешевыми жилищами.

При рассмотрении вопроса о строительстве домов дешевых квартир имени Г. Г. Солодовникова Городской управой было установлено, что содержание домов должно обеспечиваться либо арендной платой, либо особым капиталом из завещанной массы и не должно требовать доплат из городских средств. После ряда совещаний с душеприказчиками было решено, что содержание домов должно быть обеспечено квартирной платой в размере, покрывающем расходы на содержание домов.
Городская управа не желала выделять бесплатно земельные участки под строительство домов дешевых квартир, «ибо за чертой Садовой улицы, в пределах Камер-Коллежского вала, в тех местах, где представлялось бы наиболее желательной постройка домов первой очереди, свободных пригодных для данной цели участков земли у города не имеется», а также из-за того, что «отвод земли под дома Г. Г. Солодовникова повлек бы за собой уменьшение недвижимой городской собственности».
После целого ряда совещаний Комиссией, Городской управой и душеприказчиками было принято решение, что земельные участки, на которых будут построены дома, будут приобретены за счет капитала Г. Г. Солодовникова. Для строительства домов был выбран земельный участок, принадлежащий В. И. Смирнову на 2-й Мещанской улице, между Трифоновским и Напрудным переулками, размером в 1 548 кв. сажень (около 7 047 кв. метров).
Так как площадь приобретенного участка была недостаточной для возведения двух домов дешевых квартир для одиноких и семейных в предполагаемых размерах (один дом для одиноких на 1 000 человек, другой на 200 семейств), а также чтобы не совмещать на одном участке земли квартиры для семейных и одиноких, избежать концентрации в одном месте большого количества людей всех возрастов и изолировать детей от взрослых одиноких людей, душеприказчики предложили за счет капитала Г. Г. Солодовникова пробрести на имя города для постройки дома с квартирами для семейных участок земли И. Н. Малышева на 2-й Мещанской улице в 1 124 кв. саж. (около 5 117 кв. метров) вблизи приобретенного владения Смирнова.
Владение В. И Смирнова было приобретено в 1904 г. по цене 40 рублей за кв. сажень, т.е. за 61 920 рублей, владение И. Н. Малышева – в 1905 г. по цене 47 рублей за кв. сажень, т.е. за 52 828 рублей.
Одновременно с разрешением вопроса о покупке участков земли Городской управой, Комиссией по устройству дешевых квартир имени Г. Г. Солодовникова и душеприказчиками разрабатывались условия конкурса на составление проекта зданий.
Выработанные условия конкурса были направлены Обществу гражданских инженеров в Санкт-Петербург для проведения конкурса на составление проектов зданий имени Г. Г. Солодовникова.
На конкурс проектов было представлено 30 работ от живущих в Санкт-Петербурге и 17 от «иногородних».
Жюри присудило премии следующим проектам:
- по квартирам для одиноких: 1-я премия в 1 500 руб. за проект под девизом «Свободный Гражданин» (авторы М. М. Перетяткович и М. С. Лялевич), 2-я премия в 1 200 руб. за проект «Зигзаг» (авторы В. П. Апышков и В. А. Лучинский), 3-я премия в 300 руб. за проект «Неимущим» (автор Минкусь);
- по квартирам для семейных: 1-я премия в 1 200 руб. проект под девизом «Красный ромб» (автор Б. И. Конецкий), 2-я премия в 800 руб. за проект «Ухнем› (автор А. Ф. Мейснер) и 3-я премия в 500 руб. за проект «Четыре квадрата» (автор И. В. Подлевский).

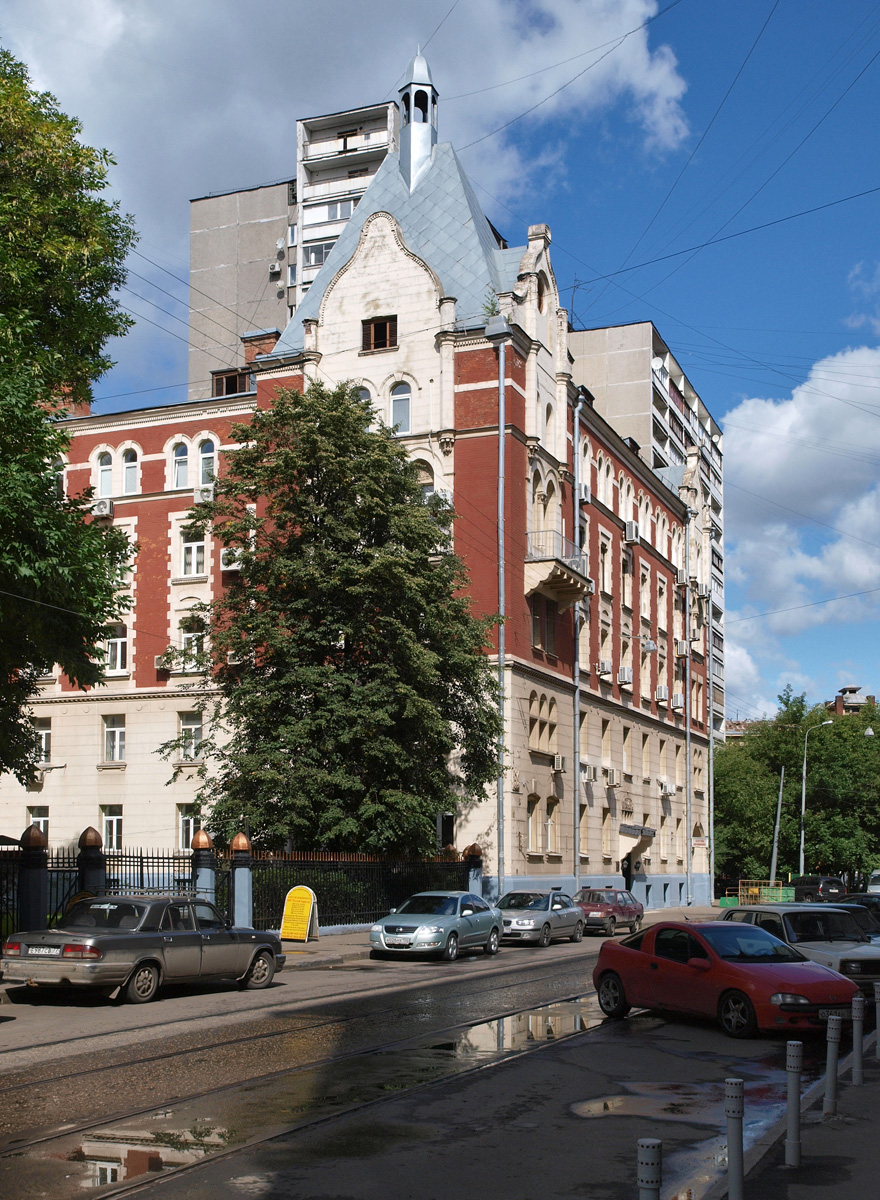
Дом дешевых квартир для семейных имени Г. Г. Солодовникова

Кроме того, душеприказчиками приобретен был не премированный проект квартир для одиноких под девизом «Гудок» (автор его остался неизвестным).
В 1906 году Комиссия по жилищным вопросам, Городская управа и душеприказчики выбрали для строительства дома для семейных проект автора Б. И. Конецкого под девизом «Красный ромб», дома для одиноких – проект авторов М. М. Перетятковича и М. С. Лялевича под девизом «Свободный Гражданин».
Строителями зданий были назначены архитекторы Т. Я. Бардт (для одиноких) и И. И. Рерберг (для семейных).
В августе 1906 года приступили к постройке дома для семейных, а в мае 1907 года - для одиноких.
Дома дешевых квартир имени Г. Г. Солодовникова были открыты: для семейных 5 января (18 января по новому стилю) 1909 года, для одиноких – 7 апреля (20 апреля по новому стилю) 1909 года.
На постройку домов и приобретения земли было израсходовано 1 561 980,21 рублей.